# Catapaguroides microps
Catapaguroides microps är en kräftdjursart som beskrevs av Alphonse Milne-Edwards och Eugène Louis Bouvier 1893. Catapaguroides microps ingår i släktet Catapaguroides och familjen eremitkräftor. Inga underarter finns listade i Catalogue of Life.